# Pseudobunaea callista
Pseudobunaea callista is een vlinder uit de familie nachtpauwogen (Saturniidae). De wetenschappelijke naam van de soort is, als Lobobunaea callista, voor het eerst geldig gepubliceerd in 1910 door Heinrich Ernst Karl Jordan.

## Type
- holotype: "male, X–XI.1907, leg. E. Sanders"
- instituut: BMNH, Londen, Engeland
- typelocatie: "Angola, Bihé, Ocilonda"